# کارت‌پخش‌کن (فیلم)
کارت‌پخش‌کن (انگلیسی: Croupier) فیلمی در ژانر نئو نوآر به کارگردانی مایک هاجز است که در سال ۱۹۹۹ منتشر شد.
از بازیگران آن می‌توان به کلایو اوون، الکس کینگستون، جینا مک‌کی، و کیت هاردی اشاره کرد.